# Arrondissements de la Charente-Maritime

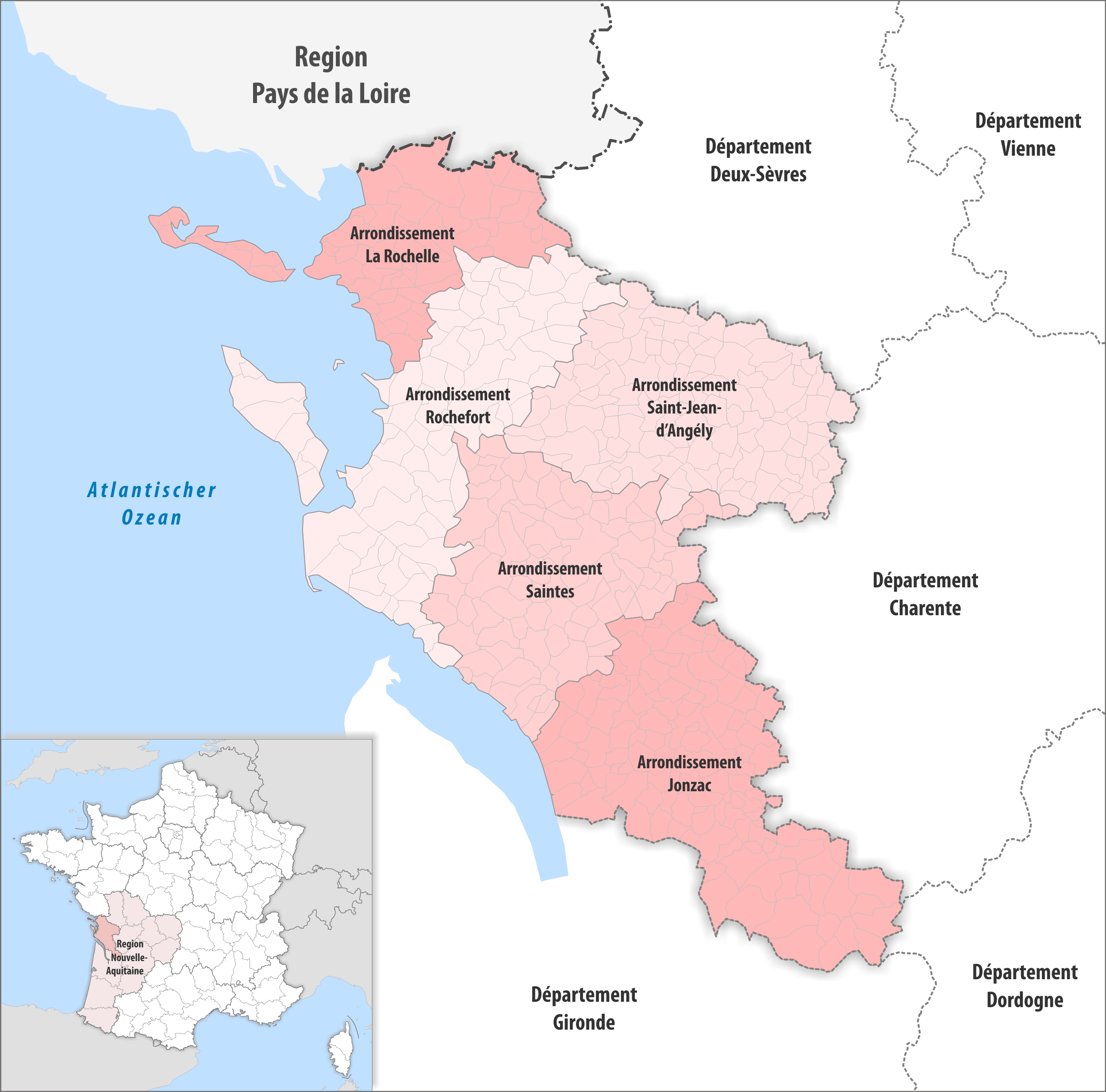
Les arrondissements de la Charente-Maritime en région Nouvelle-Aquitaine, en 2019.

Le département de la Charente-Maritime est constitué de cinq arrondissements.

## Composition
| Nom                                   | Code Insee | Superficie (km2) | Population (dernière pop. légale) | Densité (hab./km2) | Modifier             |
| ------------------------------------- | ---------- | ---------------- | --------------------------------- | ------------------ | -------------------- |
| Arrondissement de Jonzac              | 171        | 1 740,10         | 68 842 (2022)                     | 40                 | modifier les données |
| Arrondissement de Rochefort           | 172        | 1 534,60         | 196 439 (2022)                    | 128                | modifier les données |
| Arrondissement de Saint-Jean-d'Angély | 175        | 1 416,00         | 52 430 (2022)                     | 37                 | modifier les données |
| Arrondissement de Saintes             | 174        | 1 320,40         | 119 130 (2022)                    | 90                 | modifier les données |
| Arrondissement de la Rochelle         | 173        | 852,80           | 231 319 (2022)                    | 271                | modifier les données |
| Charente-Maritime                     | 17         | 6 864,00         | 668 160 (2022)                    | 97                 | modifier les données |

## Histoire
- 1790 : création du département de la Charente-Inférieure avec sept districts : Marennes, Montlieu, Pons, Rochefort, La Rochelle, Saint-Jean-d'Angély, Saintes
- 1800 : création des arrondissements : Jonzac, Marennes, Rochefort, La Rochelle, Saint-Jean-d'Angély, Saintes
- 1926 : suppression des arrondissements de Marennes et Saint-Jean-d'Angély
- 1943 : restauration de l'arrondissement de Saint-Jean-d'Angély
- En 1941, la Charente-Inférieure est devenue Charente-Maritime.